# Emilio Eiroa
Emilio Eiroa García (Vegadeo, Asturias, 23 de agosto de 1935-Zaragoza, 10 de marzo de 2013) fue un abogado y político español.

## Biografía
Su infancia y adolescencia fueron un continuo peregrinaje por distintas poblaciones españolas, debido a los constantes traslados de su padre, que era guardia civil; hasta que, cuando tenía 15 años, su familia recaló en Zaragoza, donde terminó el bachillerato en el Instituto de la Magdalena. Posteriormente, cursó los estudios de Derecho y Graduado Social, ejerciendo la abogacía desde 1964.
En su época universitaria, nació su vocación política; durante esos años fue dirigente del SEU y tuvo la oportunidad de conocer a Rodolfo Martín Villa, dirigente nacional. Al acabar la carrera, fue pasante de Ramón Sainz de Varanda, y más tarde fue elegido concejal del ayuntamiento de Zaragoza por el tercio familiar. Desde la concejalía de Barrios (1974-1979) tuvo que lidiar con unos incipientes y reivindicativos movimientos vecinales.

### Presidente de la Diputación General de Aragón (1991-1993)
Cofundador del Partido Aragonés (PAR), fue candidato a la alcaldía por este partido en 1979, 1983, 1987 y 1991; fue diputado en todas las legislaturas de las Cortes de Aragón (donde presidió la Comisión Institucional), y senador de 1987 a 1991. Trabajó en el «aparato» del partido y accedió a la presidencia de la Diputación General de Aragón en 1991, tras la negativa de Hipólito Gómez de las Roces a pactar con el Partido Popular. En 1993, abandonó la presidencia del Gobierno de Aragón tras la moción de censura en que el PSOE contó con el voto del tránsfuga Emilio Gomáriz. En ese período, encabezó las manifestaciones del 23 de abril de 1992 y 1993.
Posteriormente, fue presidente de las Cortes de Aragón en su IV legislatura. Contrario al pacto de gobierno PSOE-PAR, dejó su escaño vacío en la primera jornada del pleno de investidura de Marcelino Iglesias; sin embargo, acatando la disciplina de su partido, el 28 de julio de 1999 votó a Iglesias como nuevo presidente de Aragón. No obstante, declinó la oferta del PSOE de ser uno de los dos senadores autonómicos que representaran a Aragón en la Cámara Alta, dentro del acuerdo de PSOE y PAR.
Además de su intensa actividad política Emilio Eiroa fue Hermano Mayor de la Real Hermandad de San Juan de la Peña, desde 1992 hasta su fallecimiento, y trabajó activamente por el monumento de San Juan de la Peña. El centro de interpretación de la naturaleza del Paisaje Protegido de San Juan de la Peña y Monte Oroel ha sido ampliado y readaptado y ha pasado a denominarse “Emilio Eiroa”, en reconocimiento al esfuerzo que Eiroa hizo por potenciar este centro.